# WismART
WismART ist ein vom Produzenten Jürgen Czisch in Wismar gegründeter deutscher Musikverlag, der mehrere Plattenlabel betreibt. 1996 entstand das Label NRW Records in Essen, das mit Czisch 2004 an die Ostsee umzog.

## Geschichte
In den 1980er Jahren schloss der gebürtige Dortmunder Jürgen Czisch sein Studium in Klaviermusik an der staatlichen Hochschule für Musik Westfalen-Lippe ab. Zusammen mit seinem Kommilitonen Andreas Seemer-Koeper gründete er 1996 das Label NRW Records in Essen. Das Label benannten sie nach dem Kürzel für Nordrhein-Westfalen, da beide Produzenten diese Region als künstlerisch unterrepräsentiert empfanden. 
Czisch verlegte 2004 das Produktionsstudio von NRW Records von der Zeche Zollverein in Essen nach Wismar und gründete passend zum Ortswechsel den dazu namentlich angelehnten WismART Verlag.
Das NRW-Aufnahmestudio blieb am Essener Standort bestehen. Der neue Produktionsstandort in Mecklenburg-Vorpommern wurde genutzt, um Konzerte, die von den Festspielen Mecklenburg-Vorpommern und dem Schönberger Musiksommer organisiert wurden, mit Partnern und Künstlern zu koordinieren.
Neben CD-Projekten und Produktionen ist das Musiklabel auch im Bereich Filmmusik tätig. Ein Höhepunkt im Bereich Filmmusik waren die Beiträge von NRW Records zum Soundtrack des Films Pina von Wim Wenders, der im Jahr 2011 für den Oscar nominiert war. Unter dem Dach von WismART hat Czisch mehrere Sub-Labels erfolgreich entwickelt: NRW Records, A-Jazz, Bigband Records und WismART.
Schon früh experimentierte Czisch mit Musik von René Aubry und konnte kontroverse Künstler wie die ukrainische Sängerin und Songwriterin Mariana Sadovska für sich gewinnen. Die daraus resultierende Zusammenarbeit war erfolgreich. Auf seiner Liste stehen auch Jazz-Pianisten wie Martin Ehlers und Oliver Maas.
WismART ist regelmäßig an lokalen und internationalen Musikfestivals und Fachmessen beteiligt: Jazzahead (Bremen), Classical Next (Rotterdam) und Midem (Cannes). Heiner Schmitz wurde 2019 mit dem WDR-Jazzpreis für Kompositionen, die auf Tonträgern von NRW-Jazz aus den Jahren 2012 und 2017 veröffentlicht wurden, ausgezeichnet.

## Label und Vertrieb

### NRW Records
Seit seiner Gründung hat NRW im Durchschnitt fünf Alben pro Jahr veröffentlicht. Darunter sind Alben von Jazz-, Weltmusik-, elektronischen, Indie-Rock-, Pop-, zeitgenössischen Einzelkünstlern und Musikgruppen wie Peter Bolte, Christina Fuchs, Annette Maye/Paul Hubweber,  Rosani Reis, Erdmöbel, Lecker Sachen, Trondheym. Einige Alben, etwa von René Aubry oder von Martin Ehlers verkaufen sich über längere Zeit kontinuierlich. Ihre Verkaufszahlen führen zu Erlösen, die die Finanzierung riskanterer Produkte erlauben.

### Ajazz
Das Label Ajazz, das auch für Debütalben offen ist, fokussiert auf die aktuelle deutsche Jazzszene und veröffentlichte Tonträger von Kristina Brodersen/Tobias Weindorf, Tobias Christl, Filippa Gojo, Meike Goosmann, Lutz Häfner, Anja Ritterbusch, Jazzindeed & Michael Schiefel oder der Band Rose Hip, die sich unkategorisierbar zwischen Jazz und Pop bewegt.

### Bigband Records
Unter dieser Marke werden Produktionen von großformatigen Ensembles veröffentlicht; auf diesem ersten Spezial-Label in Deutschland für dieses Marktsegment wurden Aufnahmen der WDR Big Band Köln und der NDR Big Band ebenso veröffentlicht wie solche vom Cologne Contemporary Jazz Orchestra, von Caroline Thons Thoneline Orchestra, der Bigband von Ralf Hesse oder vom Jazzhaus Orchestra HH.

### Cinaire
2020 entstand mit Cinaire ein neues Speziallabel für Musique Imaginaire, Filmmusik und Soundscapes – hier werden Veröffentlichungen von René Aubry und Martin Ehlers präsentiert.

### WismART
Dieses Label konzentrierte sich auf hochwertig aufgenommene Experimentalmusik und signalisierte zunächst mit in Gelb gehaltenen Covers das „Hörabenteuer“. Veröffentlicht wurden Produktionen von Künstlern wie Daniel Erdmann/Gebhard Ullmann/Christian Lillinger, Birgitta Flick/Lisa Stick, Laia Genc, Tamara Lukasheva, Mariana Sadovska, Heiner Schmitz und Christian Uğurel.

### NRW Vertrieb
Der zu WismART gehörige NRW Vertrieb übernimmt nicht nur die Produktverteilung in Deutschland aus der Eigenproduktion der vorgenannten Label, sondern auch die Auslieferung für das britische Avantgarde-Jazz-Label Leo Records, das portugiesische Label Clean Feed Records, das Schweizer Label HatHut Records und sogar einen Teil des Backkatalogs von ECM Records.

## Veröffentlichungen (Auswahl)
| Item #  | Album                             | Label Sublabel | Artist                                                  | Release Year |
| ------- | --------------------------------- | -------------- | ------------------------------------------------------- | ------------ |
| NRW2003 | Erste Worte Nach Bad Mit Delfinen | NRW            | Erdmöbel                                                | 1999         |
| NRW2034 | Everything Must Change            | NRW            | Orange Blossom                                          | 2004         |
| NRW2039 | Mosaico                           | NRW            | Rosani Reis                                             | 2008         |
| NRW2032 | Kano                              | NRW            | Tata Dindin/Hans Lüdemann                               | 2009         |
| Big1003 | Balkan Jazz                       | Bigband        | WDR Big Band                                            | 2010         |
| A5005   | Ral 3                             | Ajazz          | Lutz Häfner                                             | 2011         |
| Big1004 | Odyssee                           | Bigband        | Cologne Contemporary Jazz Orchestra, Christian Brückner | 2012         |
| A5014   | Tender Tales                      | Ajazz          | Meike Goosmann Quintet                                  | 2013         |
| A5026   | Vertraum                          | Ajazz          | Filippa Gojo                                            | 2015         |
| NRW8016 | Favo 3                            | Ajazz          | Volker Schlott, Falk Breitkreuz, Sander de Winne        | 2017         |